# Børge Lund
Børge Lund (Bodø, Norveška, 13. ožujka 1979.) je norveški rukometaš i nacionalni reprezentativac. Lundova pozicija je srednji vanjski.
Nakon igranja za lokalni Bodø HK te četiri godine u danskom Aalborgu, Lunda 2006. kupuje njemački bundesligaš HSG Nordhorn. Nakon jedne sezone u klubu, Børge Lund u ljeto 2007. postaje igrač Kiela u transferu vrijednom 200.000 eura.
Lund je s Kielom ostvario najveće uspjehe u klupskoj karijeri: tri osvojene Bundeslige (2008., 2009. i 2010.) i dva nacionalna kupa (2008. i 2009.) te je nastupao u finalu njemačkog Superkupa (2007.) i Lige prvaka (2010.).
Od 2010. Børge Lund je igrač Rhein-Neckar Löwena.
Za norvešku reprezentaciju Lund je debitirao 9. ožujka 2000. u utakmici protiv Portugala.